# Apikalmeristem
Apikalmeristeme (lat.: apex = Scheitel, Spitze; gr.: merizein = teilen) oder Scheitelmeristeme sind teilungsfähige Bildungsgewebe der Pflanzen. Sie sind an den Wurzelspitzen und an den Spitzentrieben des Sprosses vorhanden. Sie treten dort zusammen mit dem Primärmeristem auf. Aufgabe dieses Gewebes ist die Produktion von Spross- und Wurzelzellen. 

## Form
Apikalmeristeme sind bei den meisten höheren Pflanzen kegelförmig geformt. Bei Rosettenpflanzen treten auch abgeflachte oder konvexe Apikalmeristeme auf, bei Palmen finden sich tellerförmige große, so genannte Scheitelgruben. Apikale Scheitelmeristeme des Sprosses sind oft von Blattprimordien eingehüllt, während basale Scheitelmeristeme an den Wurzelspitzen von der Wurzelhaube geschützt werden.

## Zusammensetzung
Im Bereich des Apikalmeristems befinden sich die Primärmeristeme, in denen die eigentliche Zellteilung stattfindet. Das Apikalmeristem unterscheidet sich vom Dauergewebe in Art und Funktion, denn es besteht, im Gegensatz zum Dauergewebe, aus nicht differenzierten Zellen, weist relativ dünne Zellwände auf und verfügt nur geringfügig über Zellsaftvakuolen.

## Funktion
Das Apikalmeristem gehört wie alle anderen Meristeme zum embryonalen Gewebe, das mit den Stammzellen der Tiere vergleichbar ist. Die Zellen des Apikalmeristems sind besonders teilungsfreudig und maßgeblich am Wachstum der Pflanze beteiligt. Die Neubildung von Organen (zum Beispiel von Blättern und Seitensprossen) wird durch teilungsfähige Stammzellen (Initiale) ermöglicht, die im Scheitelmeristem erhalten bleiben.

## Nutzung in der pflanzlichen Gewebekultur
Im Rahmen der In-vitro-Kultur nutzt man vor allem bei der Vermehrung von krautigen Pflanzen das Apikalmeristem des Sprosses als Explantat zur direkten Klonierung der Pflanze. Im Rahmen der Meristemkultur verwendet man im strengeren Sinn lediglich das Apikalmeristem des Sprosses. Dies ist technisch sehr aufwendig und wird als Methode der Pflanzlichen Gewebekultur eher selten eingesetzt. Bei der Sprossspitzenkultur, die umgangssprachlich allerdings oft ebenfalls unter dem Begriff Meristemkultur eingeordnet wird, werden neben dem Apikalmeristem die umgebenden Blattprimordien und eine größere Menge von umliegenden Gewebe wie Blattanlagen oder Spross mitverwendet. Dadurch wird die zusätzliche Bildung von Adventivorganen, hier vor allem Adventivsprosse, gefördert.